# Чакоанская мара
Чакоанская мара (лат. Dolichotis salinicola) — вид грызунов из семейства свинковых (Caviidae), обитающих в Южной Америке.

## Таксономия
В исследовании, опбуликованном в 2020 году, чакоанская мара была признана достаточно морфологически и генетически обособленной от патагонской мары (Dolichotis patagonum), чтобы её можно было выделить в самостоятельный род Pediolagus. Другая группа авторов оспорила данное решение, ссылаясь на то, что сохранение одного рода мар является наиболее экономным с точки зрения классификации ископаемых таксонов. База данных Американского общества маммологов (ASM Mammal Diversity Database) выбрала последний вариант классификации в качестве основного.

## Описание
Чакоанская мара похожа на зайца. Она достигает в длину от 45 до 50 см, весит до 4 кг. От патагонской мары чакоанская мара отличается меньшими размерами и отсутствием белой окраски шерсти на задней части тела.

## Распространение
Область распространения вида охватывает территорию Гран-Чако на юго-востоке Южной Америки (Аргентина, Боливия и Парагвай). В Аргентине южная граница ареала проходит по провинции Кордова, в Боливии она затрагивает только крайний юг. На севере Аргентины ареал перекрывается с ареалом патагонской мары.
Как обитатели Гран-Чако, чакоанские мары предпочитают сухие равнины, поросшие колючими кустарниками. При этом животные встречаются как в естественных, первоначальных, так и в изменённых, вторичных биотопах. Площадь участка животных составляет от 33,3 до 197,5 га, в среднем примерно 97,9 га.

## Образ жизни
Чакоанские мары активны днём. Это растительноядные животные, их рацион состоит из травы. Они пасутся маленькими группами, передвигаясь прыжками как зайцы. Однако, в отличие от зайцев мары способны передвигаться и иноходью. Их длинные задние ноги приспособлены также для быстрого спринта, что мары и делают, но только в крайнем случае. Убежищем для животных служат выкопанные ими или оставленные другими животными норы, в которых мары не только ночуют, но и растят своё потомство.

## Размножение
Мары образуют моногамные пары. Период беременности в неволе составляет 77 дней. Самки приносят в выводке до 3-х детёнышей, которых кормят по часу и более дважды в день в течение 4 месяцев. Продолжительность жизни животных может составлять до 15 лет.